# Malveira
Malveira é uma vila portuguesa que foi sede da Freguesia da Malveira do Município de Mafra, no Distrito de Lisboa, tendo pertencido à antiga província da Estremadura. A freguesia que tinha 9,78 km² de área e 6 493 habitantes 2011, tinha, assim, assim uma densidade populacional de 663,9 hab/km².
A Freguesia da Malveira, que até 1923 se designara Freguesia de Alcainça, foi extinta (agregada) pela reorganização administrativa de 2012/2013, sendo o seu território integrado na União das Freguesias de Malveira e São Miguel de Alcainça.
Antes, em 1985, a povoação da Malveira havia sido elevada à categoria de vila.
Possui um vasto património cultural e histórico, e uma das mais famosas feiras do país, cujo início remonta a finais do século XVIII e à feira anual daquela localidade, a primeira “livre de direitos”, por foral de D. Maria I.
Na doçaria, a iguaria mais famosa é a trouxa, uma receita que tem mais de um século de existência, e que consiste numa pequena torta recheada com um creme delicioso.
Em 2019 esta vila foi, pela primeira vez, cenário de um livro de ficção, Merinda, do escritor Miguel Mósca.

## População
| População da freguesia da Malveira | População da freguesia da Malveira | População da freguesia da Malveira | População da freguesia da Malveira | População da freguesia da Malveira | População da freguesia da Malveira | População da freguesia da Malveira | População da freguesia da Malveira | População da freguesia da Malveira | População da freguesia da Malveira | População da freguesia da Malveira | População da freguesia da Malveira | População da freguesia da Malveira | População da freguesia da Malveira | População da freguesia da Malveira |
| ---------------------------------- | ---------------------------------- | ---------------------------------- | ---------------------------------- | ---------------------------------- | ---------------------------------- | ---------------------------------- | ---------------------------------- | ---------------------------------- | ---------------------------------- | ---------------------------------- | ---------------------------------- | ---------------------------------- | ---------------------------------- | ---------------------------------- |
| 1864                               | 1878                               | 1890                               | 1900                               | 1911                               | 1920                               | 1930                               | 1940                               | 1950                               | 1960                               | 1970                               | 1981                               | 1991                               | 2001                               | 2011                               |
| 697                                | 713                                | 797                                | 800                                | 922                                | 1 046                              | 1 397                              | 1 917                              | 2 443                              | 2 097                              | 3 267                              | 4 128                              | 3 638                              | 4 457                              | 6 493                              |

Com lugares desta freguesia foi criada, pela Lei n.º 100/85,  de 4 de Outubro, a freguesia de São Miguel de Alcainça

## Património edificado
- Igreja de São Paulo (Malveira)

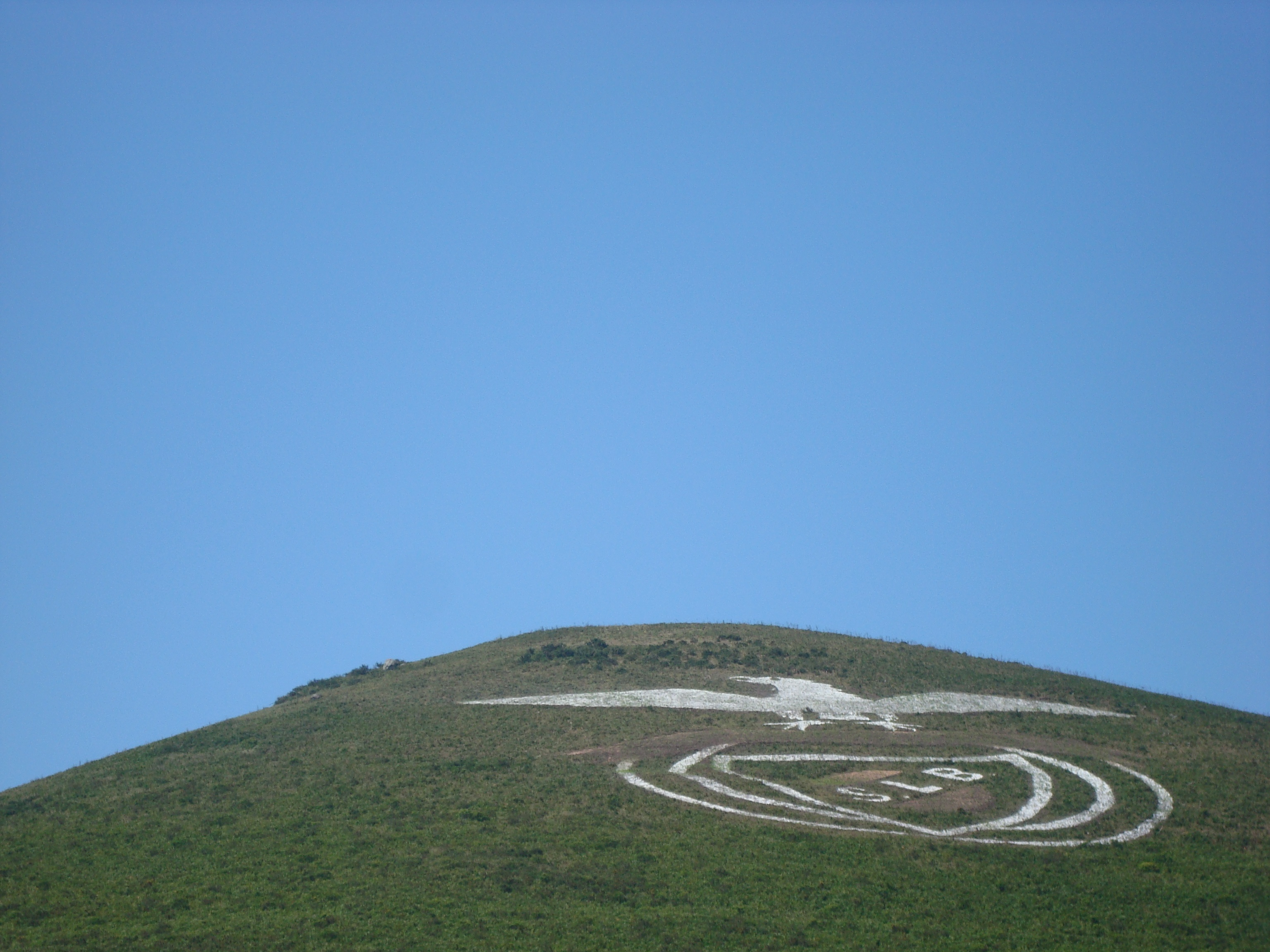
Monte na Malveira.

- Ermida de Nossa Senhora dos Remédios (Malveira)
- Capela de Santo António da Carrasqueira, no Alto da Carrasqueira
- Forte da Feira (nº 66)
- Ringue da Malveira
- Chafariz
- Mata da Malveira

## Colectividades(clubes desportivos)
- Atlético Clube da Malveira
- Lobos da Malveira (basquetebol)

## Personalidades Ilustres
- Cristina Ferreira (apresentadora de televisão)

## Festas
- FexpoMalveira, feira agro-pecuária que se realiza anualmente, na 2.ª semana de Agosto.